# Hans von Seeckt
Johannes Friedrich Leopold von Seeckt (ur. 22 kwietnia 1866 w Szlezwiku, zm. 27 grudnia 1936 w Berlinie) – niemiecki oficer, szef niemieckiego Sztabu Generalnego (oficjalnie: Truppenamt) w latach 1920–1926.

## Życiorys
Hans von Seeckt wstąpił do armii niemieckiej w 1885 roku, a w 1899 został przeniesiony tymczasowo do Sztabu Generalnego. Podczas I wojny światowej von Seeckt służył na różnych stanowiskach wysokiego szczebla. W 1914 r. był szefem sztabu atakującego w kierunku Paryża III (Brandenburskiego) Korpusu Piechoty, składającego się z 5 i 6 Dywizji Piechoty. W późniejszej fazie wojny znalazł się w sztabie na froncie wschodnim. Po zakończeniu wojny i rozwiązaniu wojska cesarskiego von Seeckt zaczął organizować nową Reichswehrę i sztab generalny (który został przemianowany na Truppenamt – Biuro Wojsk).
Podczas Puczu Kappa-Lüttwitza z 1920 roku von Seeckt zachował się wyczekująco – odmówił stłumienia buntu lub współpracy z nim. Przywódcom republiki odpowiedział: Reichswehra nie strzela do Reichswehry. Kontynuował budowę apolitycznej zawodowej armii, nie bacząc na ograniczenia traktatu wersalskiego. Hans von Seeckt pozostał zwolennikiem pojmowania wojska jako państwa w państwie. Ostatecznie został zwolniony z Reichswery w 1926 roku, po wydaniu pozwolenia na uczestnictwo wnuka Wilhelma II w wojskowych manewrach przy dezaprobacie rządu.
W latach 1930–1932 był deputowanym do Reichstagu z ramienia Niemieckiej Partii Ludowej (DVP). Od roku 1934 do 1935 służył jako doradca Czang Kaj-szeka.

## Stosunek do Polski i sojusz z Rosją sowiecką
„Odrzucam pomoc dla Polski, nawet wobec niebezpieczeństwa, że może zostać pochłonięta. Przeciwnie – liczę na to”
Hans von Seeckt w czasie wojny polsko-bolszewickiej

Hans von Seeckt był nieprzejednanym wrogiem odrodzonego państwa polskiego, w związku z tym pragnął stworzyć przymierze z bolszewicką Rosją przeciwko Rzeczypospolitej. Po otrzymaniu obiecujących wiadomości od ludowego komisarza spraw wojskowych i morskich Lwa Trockiego, von Seeckt wysłał emisariuszy w celu zawarcia tajnego sojuszu militarnego z Rosjanami, nie informując o tym rządu Republiki Weimarskiej. W trakcie tej współpracy powstało wiele innowacyjnych projektów uzbrojenia, takich jak bombowiec nurkujący Junkers Ju 87 Stuka używany przez Luftwaffe w trakcie II wojny światowej.
Seeckt 11 września 1922 roku w liście do von Brockdorffa-Rantzaua napisał „Istnienie Polski jest nie do zniesienia, jako sprzeczne z warunkami życia Niemiec. Polska musi zniknąć i zniknie”.

## Odznaczenia
- Order „Pour le Mérite” z Liściem Dębu
- Order Orła Czerwonego IV kl. z koroną
- Order Królewski Korony III kl.
- Krzyż Żelazny I kl.
- Order Świętego Jana
- Krzyż za Długoletnią Służbę
- Order Maksymiliana Józefa II kl. (Królestwo Bawarii)
- Order Zasługi Wojskowej II kl. z mieczami i gwiazdą (Królestwo Bawarii)
- Komandor Orderu Korony Wirtemberskiej z mieczami (Wittembergia)
- Heski Medal Waleczności (Hesja)
- Krzyż Hanzeatycki Hamburski (Hamburg)
- Krzyż Zasługi Wojskowej I kl. (Wielkie Księstwo Meklemburgii-Schwerin)
- Krzyż Fryderyka Augusta I Kl. (Wielkie Księstwo Oldenburga)
- Krzyż Kawalerski Orderu Alberta (Królestwo Saksonii)
- Order Ernestyński II kl. z mieczami (Królestwo Saksonii)
- Komandor Orderu Świętego Stefana (Austro-Węgry)
- Krzyż Wielki Orderu Leopolda (Austro-Węgry)
- Kawaler Orderu Korony Żelaznej I kl. (Austro-Węgry)
- Krzyż Zasługi Wojskowej II kl. (Austro-Węgry)
- Odznaka Honorowa Czerwonego Krzyża (Austro-Węgry)
- Wielka Wstęga Orderu Osmana z mieczami (Imperium Osmańskie)
- Złoty Medal Medal Imtiyaz z mieczami (Imperium Osmańskie)
- Wielka Wstęga Orderu Medżydów z mieczami (Imperium Osmańskie)
- Złoty Medal Liakat z mieczami (Imperium Osmańskie)
- Order Półksiężyca (Imperium Osmańskie)
- Wielki Oficer Orderu Waleczności (Królestwo Bułgarii)
- Order Zasługi Wojskowej I kl. (Królestwo Bułgarii)

Źródło: Rangliste des Deutschen Reichsheeres